# 茶洛乡
茶洛乡，是中华人民共和国四川省甘孜藏族自治州巴塘县下辖的一个乡镇级行政单位。

## 行政区划
茶洛乡下辖以下地区：
茶洛村、达塔村、尼戈村、西德村和列窝村。